# Spartan X 2
Spartan X 2 (conosciuto anche come Kung Fu 2 nei bootleg tradotti in lingua inglese) è un videogioco di tipo picchiaduro a scorrimento orizzontale sviluppato nel 1991 dalla Tamtex sotto licenza e pubblicazione della Irem Corporation, prodotto solamente per la console NES e venduto solamente in Giappone.
Si tratta del sequel di Kung-Fu Master (intitolato, in versione originale, Spartan X).

## Storia
Ispirandosi al film di Sammo Hung Cena a Sorpresa, il protagonista dell'avventura è ancora Keiji Thomas, ma sotto lo pseudonimo di Johnny Spartan. In abito completamente rosso J.Spartan è ora membro di una squadra anticrimine, impegnata nella lotta contro un cartello di spacciatori di droga capeggiato da Shi Son.

## Modalità di gioco
Il gameplay è il medesimo del precedente Spartan X, con nemici che effettuano gli stessi attacchi di quelli presenti nel prequel ma con sprite differenti. Tra le aggiunte un combattimento su un ascensore ed uno sotto acqua.

## Livelli
- Metropolitana: livello apparentemente ispirato al secondo di Final Fight. Il boss è tale Flamey Joe, che esteticamente ricorda David Lee Roth; attacca soffiando fuoco.
- Porto: il boss, Chin Gen Sai, è un mandarino clonato in toto da Lee di Street Fighter con abilità simili a quelle del Mago Nero di Kung-Fu Master.
- Nave: il boss, Billy Bailey, è un energumeno simile a Mr. Big di Kung-Fu Master, con qualche somiglianza con Bruto di Braccio di Ferro.
- Aereo: il livello è ambientato su un aereo in volo, dove una compagnia circense trasporta della droga. Thomas atterra sopra l'aereo lanciandosi da un elicottero e, raggiunto l'interno dell'aereo, sfida il boss Mr. Benjamin, un sosia di Indiana Jones armato di frusta che subito manda contro Thomas il suo gorilla ammaestrato. L'aereo lo conduce all'isola dove è nascosto il laboratorio del cartello.
- Casa di Shi Son: il livello si svolge in una lussuosa villa, dove nella seconda parte si affrontano anche dei ninja che saltano fuori da una piscina (elemento ripreso dal terzo livello di Bad Dudes Vs. DragonNinja). Il boss è Madda Lin, una lanciatrice di coltelli.
- Lo scontro finale: l'ultimo livello vede un percorso che comprende un ascensore a scorrimento orizzontale ed una lotta in acqua, per poi affrontare l'ultimo avversario del gioco, tal Shi Son, un robusto personaggio vestito di nero abile nelle arti marziali.

## Serie
- Kung-Fu Master (1984)
- Spartan X 2 (1991)